# 辻本賢人
辻󠄀本 賢人（つじもと けんと、1989年1月6日 - ）は、兵庫県芦屋市出身の元プロ野球選手（投手）。NPBに在籍経験をもつ選手としては2024年シーズン終了時点で唯一の「昭和64年」生まれ である。

## 来歴・人物
中学1年時に野球部の練習に耐えかねて野球を断念し、単身アメリカに留学し、アメリカンフットボールに転向。その後、久しぶりに野球をした際に驚くほど球速が速くなっていることに気付き、野球を再開。
2004年8月にカリフォルニア州のマター・デイ高等学校で日本の義務教育に当たる9年生課程修了。同年秋のドラフトで、阪神タイガースに8巡目で指名され入団。15歳での指名はドラフト史上最年少だった。15歳という若さがドラフト指名における球団の懸念点となったが、父親がプロ野球で失敗しても責任を負う旨のコメントを行い、これが後押しとなった。
2005年はウエスタン・リーグで5試合に登板したが、この年は防御率11.37とプロの壁に跳ね返された。2006年は身体作りなどの基礎固めに専念させる首脳陣の意向で実戦登板の機会はなかった。
同学年の選手が高卒でプロ入りした2007年は二軍で9試合に登板し、防御率3.24を記録。
2008年は二軍で11試合に登板して防御率3.65。同年オフに保留選手名簿から外れて育成選手契約となった。
2009年はキャンプ前に第5腰椎を疲労骨折したこともあって二軍でも登板機会がなく、10月1日に球団から戦力外通告を受け、10月30日自由契約公示された。合同トライアウトではスカウト陣から「球が遅すぎる」「フォームがバラバラ」など厳しい指摘を受けた。
2010年2月、藪恵壹の勧めにより藪とともにアメリカに渡ってアリゾナでトレーニングを積み、投球フォームの見直しを行った。4月、独立リーグ・ゴールデンベースボールリーグのトライアウトに参加し、阪神時代を超える最速146km/hを記録。同リーグのマウイ・イカイカからドラフト1位指名を受け入団した。同年のシーズンでは、腕の位置をサイドスロー気味に下げたフォームに変えたことで、球速が94mph（約151km/h）までアップし、主に中継ぎ投手としてプレーした。シーズン後半では、勝ち試合で起用されるようになった。成績は32試合に登板し、3勝2敗2セーブ、防御率2.88。
2011年1月、フロリダでタンパベイ・レイズのトライアウトに参加し、3者連続三振を奪う投球を見せた。レイズは不合格になったが、レイズのスカウトで元日本ハムファイターズのロブ・デューシーに「俺が絶対にどこかに入れてやる」と言われた。2月7日、ニューヨーク・メッツからマイナー契約のオファーがあったと報道され、3月3日にメッツとマイナー契約を結んだ。メッツのマイナー時代に右肘を故障して手術を受けた。
2013年5月、メッツを自由契約となった。
帰国後の2015年に結婚。
後に野球から離れ、翻訳家の仕事に就いた。2024年現在は、主に日本の雑誌記事などを英訳しているほか、来日した外国人のアテンド・コーディネートなども行っており、海外とのやり取りが多いことから早朝4時頃に起きる生活だという。

## 詳細情報

### 年度別投手成績
- 一軍公式戦出場なし

### 背番号
- 61（2005年 - 2008年）
- 121（2009年）
- 12（2010年）

### 登場曲
- 「Another One Bites the Dust」Queen（2005年）
- 「Sleep Now in This Fire」Rage Against Machine（2006年）
- 「20th Century Boy」T. Rex（2007年）
- 「Can't Stop」Red Hot Chilli Peppers（2008年 - 2009年）

## 出演
2000年に公開された映画『岸和田少年愚連隊 野球団〈岸和田少年野球団〉』では、体が弱く母親に野球を禁止されていた少年・隆二役でココリコなどと共演。同じく2000年には、テレビ東京で辻󠄀本の1時間の特集特番が放送された。
テレビゲームのCMにも出演したことがある。